# Gävleborgs läns sanatorium
Gävleborgs läns sanatorium (Moheds sanatorium) var en tuberkulosanstalt i Hälsingland åren 1914-1952.
Helsinge regemente flyttade 1908 från Mohed till Gävle och dess byggnader användes för att 1914 öppna ett sanatorium. Sanatoriet hade fyra avdelningar för vuxna patienter med lungtuberkulos samt en barnavdelning, sammanlagt 110 vårdplatser. Verksamheten flyttade 1952 till ett nyöppnat sanatorium vid lasarettet i Bollnäs.